# 富士オフィス&ライフサービス
富士オフィス&ライフサービス株式会社（ふじライフ、英文社名：Fuji Office & Life Service Co., Ltd）は、富士電機グループの一つで、主にグループ内向けに人材派遣、オフィスサービス、保険代理店、不動産業、旅行業、福祉サービス等を行っており、グループ（企業・社員）を総合的にバックアップする役割の企業である。
従来は、富士ライフ株式会社として、福利・厚生分野つまりはグループ社員の生活サイドのみをバックアップする業務を担っていたが、2010年4月1日付けで、富士ブレイントラスト株式会社（グループの人材派遣会社）を吸収合併すると共に富士電機情報サービス株式会社のオフィスサービス部門を統合して、「富士オフィス&ライフサービス株式会社」に商号変更した。

## 主力製品・事業
- オフィスサービス
- 派遣業
- 損害保険代理店業
- 生命保険代理店業
- 旅行代理店業「富士ライフツーリスト」
- 不動産事業
- 商事事業
- 福祉関連サービス事業
  - 福祉用具取扱い「ひまわり館」（旧富士リレイトの事業）
  - 老人介護事業「あんしん館」（子会社富士ライフケアネット運営）
  - 保育園事業「ピノキオ幼児舎 富士ライフ豊田園」（子会社富士ライフケアネット運営、ピノキオ幼児舎のFC）
- 富士電機能力開発センター（富士電機グループの研修施設）の運営

## 沿革
- 1958年12月 - 損害保険等代理業「宝永興業株式会社」設立（資本金4,800万円）
- 1972年12月 - 一般旅行業代理店業
- 1988年8月 - 富士電機株式会社の100%子会社となる
- 1989年
  - 4月 - 富士ライフ株式会社に商号変更
  - 9月 - 富士電機家電株式会社（2代目）を吸収合併（資本金4億1,520万円）
- 1990年9月 - 富士ファクタリング株式会社を吸収合併（資本金6億1,520万円）
- 1999年
  - 2月 - 本社を現在地に移転
  - 10月 - 関西富士ライフを吸収合併（資本金6億8,520万円）
- 2000年12月 - 介護事業を開始
- 2002年12月 - 介護事業を富士ライフケアネット株式会社へ移管
- 2010年4月 - 富士ブレイントラストを吸収合併すると共に富士電機情報サービスのビジネスサービス事業を統合して、富士オフィス&ライフサービス株式会社に商号変更（資本金7億9000万円）
- 2015年4月 - 富士リレイト株式会社を吸収合併

## 主要事業所
- 本社 - 東京都品川区大崎1丁目11番2号　ゲートシティ大崎イーストタワー

他、営業拠点が全国各地に所在する。